# Bellencombre
Bellencombre ist eine französische Gemeinde mit 577 Einwohnern (Stand: 1. Januar 2022) im Département Seine-Maritime in der Region Normandie. Sie gehört zum Arrondissement Dieppe und zum Kanton Neufchâtel-en-Bray. Die Bewohner werden Bellencombrais und Bellencombraises genannt.

## Geographie
Bellencombre liegt im Zentrum des Départements, etwa 31 Kilometer nordnordöstlich von Rouen und etwa 26 Kilometer südsüdöstlich von Dieppe in der Landschaft Pays de Bray. Umgeben wird Bellencombre von den Nachbargemeinden Saint-Hellier im Norden und Nordwesten, Les Grandes-Ventes im Norden, Ardouval und Ventes-Saint-Rémy im Osten, Rosay im Süden und Osten, La Crique im Süden und Südwesten sowie Val-de-Scie mit Sévis im Westen.

## Bevölkerungsentwicklung
| Jahr                       | 1962 | 1968 | 1975 | 1982 | 1990 | 1999 | 2006 | 2013 | 2020 |
| Einwohner                  | 652  | 654  | 648  | 640  | 638  | 662  | 637  | 687  | 596  |
| Quellen: Cassini und INSEE |      |      |      |      |      |      |      |      |      |

## Sehenswürdigkeiten
- Die dreischiffige Pfarrkirche Saint-Pierre-et-Saint-Paul wurde 1867 fertiggestellt als Ersatz für die frühere Kirche innerhalb der Ringmauer der Burg.
- Das ehemalige Priorat des Augustinerordens, „Allerheiligenpriorat“ genannt, wurde 1130 vom Seigneur von La Grande Heuzé gegründet. Die Kapelle wurde im Jahr 1135 eingeweiht. In der ersten Hälfte des 13. Jahrhunderts erfolgte ein Neubau. Während der Französischen Revolution wurde das Langhaus zerstört, der Glockenturm zwischen Chor und Langhaus um 1810. Der Abriss des Chores begann 1967 und wurde unterbrochen, nur die oberen Teile sind betroffen. Das Priorat wurde 1264 als Leprosorium genutzt und während der Revolution geschlossen. Das ehemalige Priorat ist seit 1944 als Monument historique klassifiziert.
- Der Überlieferung nach wurde das Anwesen Grande Heuzé in der Nähe des Waldes von Eawy im 10. oder 11. Jahrhundert gegründet. Das Wohnhaus datiert aus dem 13. oder 14. Jahrhundert und wurde in mehreren Schritten umgestaltet. Die Kapelle Saint-Christophe wurde 1234 erwähnt, zu Beginn des 2. Viertels des 16. Jahrhunderts wieder aufgebaut und 1531 eingeweiht. Außer dem Wohnhaus wurden alle weiteren Gebäude zerstört.
- Ehemalige Burg und Kirche befanden sich innerhalb der Ringmauer, erbaut im 11. oder 12. Jahrhundert. Die Burg wurde um 1200 für Johann Ohneland ausgebessert und 1472 während des Hundertjährigen Krieges von Karl dem Kühnen stark in Mitleidenschaft gezogen. Ab 1833 wurde die Burg abgerissen und befand sich um 1845 in einem Zustand einer Ruine.
- Das Wohngebäude des Herrenhauses im Weiler Mont-Roty wurde im Jahr 1773 errichtet.
- Das Wohngebäude des Herrenhauses im Weiler Les Authieux wurde vermutlich im 13. Jahrhundert erbaut und in den folgenden Jahrhunderten mehrfach umgestaltet.